# Afsar
Afsar è un film del 2018 diretto da Gulshan Singh.